# Катрі Вала
Катрі Вала (фін. Katri Vala, справжнє ім'я: Карін-Алісе Ваденстрьом, фін. Karin Alice Wadenström; нар. 11 вересня 1901, Муоніо, Фінляндія — пом. 28 травня 1944, Екше, Швеція) — фінська поетеса.
Народилася на півночі Фінляндії в лапландському селі Муоніо, що на самому шведському кордоні, в сім ’ї лісника. Їхня родина походила з фінсько-шведського роду.

## Збірки віршів
- Kaukainen puutarha («Далекий сад», 1924)
- Sininen ovi («Сині двері», 1926)
- Maan laiturilla («На причалі землі», 1930)
- Paluu («Повернення», 1934)
- Pesäpuu palaa («Дерево гнізд палає», 1942)